# Joseph Joachim Raff
Ne doit pas être confondu avec Joseph Joachim.
Joseph Joachim Raff est un compositeur germano-suisse, né le 27 mai 1822 à Lachen en Suisse et décédé le 24 juin 1882 à Francfort-sur-le-Main, en province de Hesse-Nassau.

## Biographie
Enfant d'un père allemand originaire du Wurtemberg et émigré en Suisse et d'une mère suisse originaire de Schwytz, il devient instituteur dès 1840.
Devenu ami du maître de chapelle de Zurich Franz Abt, il décide de devenir compositeur en autodidacte et envoie ses premières pièces pour piano à Felix Mendelssohn qui les recommande vivement à son éditeur en 1843. En 1845, Raff fait la connaissance de Franz Liszt qui l'invite en Allemagne. Il devient son secrétaire particulier de 1850 à 1856 et participe à l'œuvre du maître, notamment en orchestrant au moins partiellement plusieurs de ses poèmes symphoniques. C'est également à cette période qu'il devient l'ami de Hans von Bülow qui deviendra l'un des chefs d'orchestre les plus renommés de son temps. Il est le premier interprète de son 1er concerto pour piano et orchestre.
Après 1856, il quitte Weimar et donne des leçons de piano et d'harmonie afin de gagner sa vie. Le 15 février 1859, il épouse l'actrice Doris Genast.
Sa Symphonie no 1, qui comprend des extraits de la musique du chant patriotique allemand Des Deutschen Vaterland de Ernst Moritz Arndt, obtient en 1861 le premier prix de la Wiener Gesellschaft der Musikfreunde, devançant les symphonies de compositeurs réputés tels que Carl Reinecke ou Robert Volkmann.
En 1869, les succès de son opéra Dame Kobold et de sa troisième symphonie assoient sa renommée et inaugurent une période féconde en composition.
En 1877, il est nommé premier directeur du Conservatoire Hoch de Francfort-sur-le-Main. Edward MacDowell fera notamment partie de ses élèves en classe de composition.
Il laisse un catalogue de 216 œuvres avec numéros d'opus, ainsi que 74 pièces n'en comportant pas et de nombreuses transcriptions.

## Œuvres principales

### Symphonies
- Symphonie no 1 « An das Vaterland », op. 96  (1861)
- Symphonie no 2, op. 140 (1866)
- Symphonie no 3 « Im Walde » (en) ("Dans la forêt"), op. 153 (1869), avec un scherzo aux accents mendelssohniens (danse des Dryades) et un final endiablé (apparitions nocturnes de hordes d'animaux et du dieu Wotan) dont on trouve quelques réminiscences dans le troisième mouvement Allegro molto vivace de la Symphonie pathétique de Tchaïkovski (1893). Sa création fut un succès, non-démenti par les deux symphonies suivantes.
- Symphonie no 4, op. 167 (1871)
- Symphonie no 5 « Lenore », op. 177 (1872)
- Symphonie no 6, op. 189 (1873)
- Symphonie no 7 « In den Alpen », op. 201 (1875)
- Symphonie no 8 « Frühlingsklänge », op. 205 (1876)
- Symphonie no 9 « Im Sommer », op. 208 (1878)
- Symphonie no 10 « Zur Herbstzeit », op. 213 (1879)
- Symphonie no 11 « Der Winter », op. 214 (1876)

### Suites pour orchestre
- Suite no 1, op. 101 (1863)
- Suite no 2 « In ungarischer Weise », op. 194 (1874)
- Suite « Italienische Suite », WoO.36 (1871)
- Suite « Aus Thüringen » (1877)

### Autres œuvres orchestrales
- Ouverture « Ein feste Burg ist unser Gott », op. 127 (1854)
- Ouverture du Jubilé, op. 103 (1864)
- Ouverture « Fest », op. 117 (1864)
- Ouverture de concert, op. 123 (1862)
- Festmarch, op. 139 (1867)
- Rapsodie pour orchestre « Abends », op. 163b (1874)
- Sinfonietta pour instruments à vent, op. 188 (1873)
- Musique de scène pour Bernhard von Weimar, WoO.17 (1854)
- Orchestration de la Chaconne de la Partita no 2 pour violon de Bach, WoO.40 (1873)
- Arrangement de la Suite anglaise de Bach, WoO.42 (1874)
- Élégie pour orchestre, WoO49 (1879)
- Prélude orchestral à La Tempête de Shakespeare, WoO50 (1879)
- Prélude orchestral à Macbeth de Shakespeare, WoO51 (1879)
- Prélude orchestral à Roméo et Juliette de Shakespeare, WoO52 (1879)
- Prélude orchestral à Othello de Shakespeare, WoO53 (1879)
- Grande fugue pour orchestre, WoO.57 (1882)

### Concertos
- Konzerstück « Ode au printemps », op. 76 (1857)
- Cavatine pour violon et orchestre, op. 85 (1859)
- Concerto pour violon no 1, op.161 (1871)
- Concerto pour piano op.185 (1873)
- Concerto pour violoncelle no 1, op.193 (1874)
- Suite für Klavier und Orchester Es-Dur op.200 (1875)
- Concerto pour violon no 2, op.206 (1877)
- Die Tageszeiten, pour orchestre, chœur et piano, op.209 (1877)
- Concerto pour violoncelle no 2, WoO 45 (1876)

### Opéras
- Dame Kobold, d'après un livret en 3 actes de Paul Reber d'après Calderon, op.154 (1869)
- König Alfred, d'après un livret en 4 actes de Gotthold Logau (nom de plume du norvégien Henrik Glogau), WoO 14 (1848-50)
- Samson, d'après un livret en 5 actes de Joachim Raff, WoO 21 (1853-57, révisé en 1865). Cette œuvre a été donnée en Première mondiale, 170 ans après sa composition, au National Theater de Weimar en septembre 2022[3].
- La Parole, d'après un livret en 3 actes de Joachim Raff, WoO 30 (1868)
- Benedetto Marcello (compositeur, dilettante veneto : « amateur vénitien »), d'après un livret en 3 actes de Joachim Raff, WoO47 (1877-78)
- Die Eifersüchtigen (« Les Jaloux »), d'après un livret en 3 actes de Joachim Raff, WoO 55 (1881-82)

### Musique de chambre
- Octuor à cordes, op.176 (1872)
- Sextuor à cordes, op.178 (1872)
- Quintet avec piano, op. 107 (1862)
- Quatuor à cordes no 1, op. 77 (1855)
- Quatuor à cordes no 2, op. 90 (1857)
- Quatuor à cordes no 3, op. 136 (1866)
- Quatuor à cordes no 4, op. 137 (1867)
- Quatuor à cordes no 5, op. 138 (1867)
- Quatuor à cordes no 6, op. 192,1 (1874)
- Quatuor à cordes no 7, op. 192,2 (1874)
- Quatuor à cordes no 8, op. 192,3 (1874)
- Quatuor avec piano no 1, op. 202 (1876)
- Quatuor avec piano no 2, op. 202 (1876)
- Trio avec piano no 1, op.102 (1861)
- Trio avec piano no 2, op.112 (1863)
- Trio avec piano no 3, op.155 (1870)
- Trio avec piano no 4, op.158 (1870)

### Violon
- Aus der Schweiz, Églogue fantastique, op. 57 (1848)
- 2 Fantasiestücke pour piano et violon, op. 58 (1850)
- 3 Duos sur des thèmes d'opéras de Richard Wagner, op. 63 (1853)
- Sonate violon no 1, op. 73 (1854)
- Sonate violon no 2, op. 78 (1858)
- Six Morceaux, op.85 (1859)
- 3 sonatilles, op. 99 (1861)
- Sonate violon no 3, op. 128 (1865)

### Violoncelle
- Duo, op. 59 (1848)
- 2 Fantaisies, op. 86 (1854)
- 2 Romances, op. 182 (1873)
- Sonate pour piano et violoncelle, op. 183 (1873)

### Piano
- 12 Romances en forme d'études, op. 8 (1843)
- Grande sonate, op.14 (1844)
- 6 Poèmes, op. 15 (1845)
- Album lyrique, op. 17 (1845)
- Frühlingsboten, op. 55 (1850)
- 3 Klavier-Soli, op. 74 (1852)
- Impromptu-Valse, op. 94 (1860)
- 5 Églogues pour piano, op.105 (1861)
- Fantaisie-Polonaise op. 106 (1861)
- Blätter und Blütten, op. 135 (1866)
- Fantaisie, op. 142 (1867)
- Barcarolle, op.143 (1867)
- Allegro agitato, op. 151 (1868)
- La Cicerenella, op. 165 (1871)
- 2 Pièces pour piano, op. 166 (1871)
- Fantaisie-Sonate, op. 168 (1871)
- 2 Pièces pour piano, op. 169 (1871)
- Variations sur un thème original, op. 179 (1873)
- Souvenirs de Venise, op.187 (1873)
- 4 pièces de piano, op. 196 (1875)

## Discographie non exhaustive
- Les symphonies no 2 à 10, les Ouvertures et la Suite Italienne par Urs Schneider et l'Orchestre philharmonique slovaque (Naxos[4]),
- Les onze Symphonies et les quatre Ouvertures par Hans Stadlmair et l'Orchestre Symphonique de Bamberg (BR Klassik).
- Les Quatuors à cordes no 1 et 5 par le Mannheimer Streichquartet (CPO, 2023).
- La Symphonie no 2 et les quatre Préludes orchestraux pour des œuvres de Shakespeare par Neeme Järvi et l'Orchestre de la Suisse Romande (Chandos, 2012).